# Internazionali d'Italia 1983
Italian Open 1983 — тенісний турнір, чоловіча частина якого проходила на відкритих кортах з ґрунтовим покриттям Foro Italico в Римі (Італія) в рамках Volvo Grand Prix 1983. Жіночий турнір проходив на відкритих кортах з ґрунтовим покриттям у Перуджі (Італія) в рамках Світової чемпіонської серії Вірджинії Слімс 1983. Чоловічий турнір тривав з 16 до 22 травня 1983 року, жіночий - з 2 до 8 травня 1983 року. Джиммі Аріес і Андреа Темашварі здобули титул в одиночному розряді.

## Фінальна частина

### Одиночний розряд, чоловіки
Джиммі Аріес —  Хосе Їгерас 6–2, 6–7, 6–1, 6–4
- Для Аріеса це був 2-й титул за сезон і 3-й за кар'єру.

### Одиночний розряд, жінки
Андреа Темашварі —  Бонні Гадушек 6–1, 6–0
- Для Темешварі це був 1-й титул за рік і 1-й — за кар'єру.

### Парний розряд, чоловіки
Франсіско Гонсалес /  Віктор Печчі —  Ян Гуннарссон /  Майк Ліч 6–2, 6–7, 6–4
- Для Гонсалеса це був 2-й титул за сезон і 5-й - за кар'єру. Для Печчі це був 3-й титул за сезон і 20-й - за кар'єру.

### Парний розряд, жінки
Вірджинія Рузічі /  Вірджинія Вейд —  Іванна Мадруга-Оссес /  Катрін Танв'є 6–3, 2–6, 6–1
- Для Рузічі це був 1-й титул за рік і 17-й — за кар'єру. Для Вейд це був єдиний титул за сезон і 15-й — за кар'єру.